# Bigum Kirke
Bigum Kirke ligger i Bigum Sogn, før Nørlyng Herred (Viborg Amt, nu Viborg Kommune, Region Midtjylland. Kirken ligger smukt men ret isoleret ned til Tjele Langsø. Umiddelbart kan det virke underligt, at områdets få gårde har haft behov for en kirke på stedet, når man blot tre kilometer væk har kunnet søge Lindum Kirke. Men tidligere havde gårdene mange piger og karle, så blot få gårde kunne fylde en kirke af Bigums størrelse. Kirken består af romansk kor og skib opført i af fint tilhugne kvadre over skråkantsokkel, formodentlig bygget omkring 1150. To romanske vinduer er bevaret i koret, sydvinduet er tilmuret men nordvinduet benyttes stadig. Tårnet er opført i sengotisk tid, våbenhuset er opført i nyere tid. Kvaderstensmuren blev en del omlagt ved en restaurering i 1874.
Begge de oprindelige portaler eksisterer stadig. Sydportalen er tilmuret, men den udvendige indfatning er bevaret med rundstave. Norddøren er stadig i brug og omfattes af en ret ejendommelig portal. Trekvartsøjlerne ender foroven i stiliserede mandshoveder, der danner en slags kapitæler. Disse ret forenklede hoveder har en særpræget styrke som sjældent ses i datidens kirkekunst, en tilsvarende portal findes i Lindum Kirke, de stiliserede hjørnehoveder ses desuden på flere fontefødder. En granitskulptur af Robert Jacobsen på museet Kunsten i Aalborg bærer stærke minder om netop disse hoveder. Som overligger til norddøren er brugt to egeplanker, der formodentlig stammer fra en tidligere stavkirke.
Kor og skib har flade bjælkelofter. Altertavlen er et maleri af Stefan Viggo Pedersen fra 1945, trærammen er tegnet af H. G. Skovgaard. Prædikestolen er fra 1700-tallet og svarer til prædikestolen i Lindum Kirke.
- Indgangen gennem nordportalen
- Nordportalen, kapitælhoved

## Eksterne kilder og henvisninger
- Wikimedia Commons har flere filer relateret til Bigum Kirke
- Bigum Kirke Arkiveret 31. januar 2011 hos  Wayback Machine hos nordenskirker.dk
- Bigum Kirke hos KortTilKirken.dk